# Lukács András (környezetvédő)
Lukács András (Budapest, 1951. december 17. –) a Levegő Munkacsoport elnöke, az Európai Zöld Költségvetés Szövetség egyik alelnöke, eszperantista.

## Élete
Lukács András a Levegő Munkacsoport elnöke, az Európai Zöld Költségvetés Szövetség (Green Budget Europe) egyik alelnöke. A Moszkvai Földtani Egyetemen (MGRI) szerzett geofizikusi diplomát 1975-ben. Az 1988-ban alakult Levegő Munkacsoport egyik alapítója, megalakulása óta vezetője.
Több mint 60 tanulmány szerzője vagy társszerzője a környezetvédelem, a környezetgazdaságtan, illetve a környezetileg fenntartható közlekedés témakörében . Több ezer alkalommal jelent meg a médiában. 
2017-ben az alapvető jogok biztosa Justitia Regnorum Fundamentum Díjat adományozott részére „a környezetvédelemben, így elsősorban a levegőminőség javításáért közel három évtizeden át folytatott kiemelkedő munkásságáért és a fenntartható költségvetéssel kapcsolatos tevékenységéért”.